# Perilampus splendidus
Perilampus splendidus är en stekelart som beskrevs av Johan Wilhelm Dalman 1822. Perilampus splendidus ingår i släktet Perilampus och familjen gropglanssteklar. Arten är reproducerande i Sverige. Inga underarter finns listade i Catalogue of Life.